# Tramwaje w Oklahoma City
Tramwaje w Oklahoma City – zlikwidowany, a następnie odbudowany system komunikacji tramwajowej w Oklahoma City w Stanach Zjednoczonych, działający w latach 1903–1947, oraz ponownie od końca 2018 roku. 

## Historia
Pierwsze tramwaje w Oklahoma City zostały uruchomione 7 lutego 1903. Od początku były to tramwaje elektryczne. W 1909 otwarto pierwszą podmiejską linię do Britton, którą później przedłużono do Guthrie. Wówczas linia osiągnęła długość 50 km. 3 grudnia 1911 otwarto linię do El Reno. Budowę sieci tramwajów podmiejskich zakończono w 1913 oddaniem do eksploatacji 21 km linii przez Moore do Norman. Łącznie sieć tramwajowa liczyła wówczas ponad 220 km. W czasie wielkiego kryzysu liczba przewożonych pasażerów zaczęła spadać. W czasie II wojny światowej na linii do Norman liczba pasażerów wzrosła za sprawą baz morskich w tym mieście, lecz po wojnie liczba przewożonych pasażerów ponownie zaczęła spadać. 9 listopada 1946 zlikwidowano linie do Guthrie i El Reno. W 1947 zlikwidowano tramwaje miejskie, a 27 września 1947 zlikwidowano linię do Norman.
Ponownie linię otwarto 14 grudnia, w ramach trwających trzy dni uroczystości (14-16 grudnia). Otwarciu towarzyszyły liczne wydarzenia kulturalne zaplanowane do 5 stycznia roku kolejnego. 